# اسکای‌ساوا
اسکای‌ساوا (انگلیسی: SKYSAWA) ساختمان اداری ۴۰ طبقه مستقر در شهر ورشو، لهستان است، که در سال ۲۰۲۱ احداث گردید.